# Pseudonapomyza lucentis
Pseudonapomyza lucentis är en tvåvingeart som beskrevs av Spencer 1959. Pseudonapomyza lucentis ingår i släktet Pseudonapomyza och familjen minerarflugor. Inga underarter finns listade i Catalogue of Life.